# Mihara (Vulkan)
Der Mihara (jap. 三原山, -yama) ist ein aktiver Vulkan auf der japanischen Insel Izu-Ōshima. Er besteht hauptsächlich aus Basalt. Größere explosive Ausbrüche treten etwa alle 100 bis 150 Jahre auf.

## Aktivität
Am 29. Juli 1784 kam es zu einem 7-jährigen Ausbruch. Vom Juli 1777 bis 1792 kam er wieder zu einer Reihe von Ausbrüchen.
1986 fanden eine Reihe von Eruptionen mit 1,6 km hohen Lavafontänen, Eruptionen des zentralen Kamins, radialen Spaltenausbrüchen, Ejektion, Lavaflüssen, Lava-See-Ausbrüchen und einer bis zu 16 km hohen subplinianische Eruptionssäule statt. Dies entspricht einem Vulkanexplosivitätsindex von 3. Alle 12.000 Einwohner der Insel mussten dabei evakuiert werden.
Der letzte Ausbruch fand im Oktober 1990 statt.

## Selbstmorde
Von einem Aussichtspunkt nahe dem Kraterrand war es möglich, direkt in die Lava zu springen. Deshalb wurde der Vulkan oft für Suizide verwendet. Ein bekannter Fall war der der 21-jährigen Matsumoto Kiyoko (松本 貴代子) am 12. Februar 1933. Im selben Jahr folgten 944 Nachahmer an selber Stelle. Auf Grund der anhaltenden Selbstmorde wurde 1936 eine Absperrung errichtet.